# Mario Machado
Pour les articles homonymes, voir Machado.
Mario Machado, né le 22 avril 1935 à Shanghai et mort le 4 mai 2013 à Los Angeles (West Hills) en Californie, est un journaliste et acteur américain. Il est considéré comme le premier américain d'origine chinoise à avoir travaillé comme présentateur d'informations télévisées à Los Angeles.

## Biographie
De son nom complet Mário José de Souza Machado, il naît à Shanghai. Ses origines sont chinoises et portugaises.
Sa carrière dans le monde de l'audiovisuel démarre en 1967, d'abord à KHJ-TV, (devenue depuis KCAL-TV), comme présentateur, une première pour un américain d'origine chinoise. L'année suivante, il présente les nouvelles télévisées sur KNXT (devenue KCBS-TV), à Los Angeles. À la suite de ces premières expériences, il devient un journaliste régulier de l'émission The Big News, l'un des journaux télévisés les plus populaires de la Cité des Anges dans les années 1960, et travaille aux côtés de Jerry Dunphy. Au début des années 1970, il assure la tenue de l'émission Noontime, diffusée pendant sept ans sur KNXT. Il anime également le programme télévisé médical Medix, comptabilisant 208 épisodes répartis sur huit saisons, et ayant reçu de nombreux Emmy Awards.
Sa carrière de journaliste l'amène aussi à jouer des rôles de reporter sur le grand écran. Le plus connu est celui de Casey Wong dans la saga RoboCop. Parmi ses autres apparitions cinématographiques, il figure dans la distribution de Brian's Song (1971), Oh, God! (1977), Airport 80 Concorde (1979), Rocky 3 (1982), Scarface (1983), St. Elmo's Fire (1985). Il apparaît dans son propre rôle dans Tonnerre de feu (1983), Without Warning (1994) et An Alan Smithee Film (1997).
Marié à Marie Christine D’Almada Remedios, il est père de quatre enfants : Brian, Michelle, Dennis and Andrea.
Il meurt à West Hills, en Californie, le 4 mai 2013, âgé de 78 ans.

## Filmographie (non exhaustive)

### Cinéma
- 1971 : Brian's Song (TV) : reporter n°1
- 1977 : Bon Dieu (film) : reporter
- 1979 : Airport 80 Concorde : reporter n°1
- 1982 : Rocky 3 : le journaliste interviewer
- 1983 : Scarface : le journaliste interviewer
- 1983 : Blue Thunder : Mario Machado (VF : Joël Martineau) : Lui-même
- 1985 : St. Elmo's Fire : Kim Sung Ho
- 1987 : RoboCop : Casey Wong
- 1990 : RoboCop 2 d'Irvin Kershner : Casey Wong
- 1993 : RoboCop 3 de Fred Dekker : Casey Wong
- 1997 : An Alan Smithee Film : Mario Machado

### Série
- 1969 : Mission impossible (série télévisée) : technicien (épisode Time Bomb)
- 1971 : Sam Cade (série télévisée) : l'hôte (épisode Homecoming)
- 1974 : Barnaby Jones (série télévisée) : invité du talk show (épisode  Venus as in Fly Trap)
- 1974 : L'Homme de fer : commentateur (épisode The Far Side of the Fence)
- 1973-1975 : Police Story (série télévisée) : présentateur de télévision (épisodes  A Community of Victims, Man on a Rack, Slow Boy)
- 1976 : Executive Suite (série télévisée) : présentateur de télévision
- 1977 : Quincy (série télévisée) : présentateur de télévision
- 1977 : 200 dollars plus les frais (série télévisée) : reporter no 1 (épisode Trouble in Chapter 17)
- 1979 : Wonder Woman (série télévisée) : reporter (épisode The Starships Are Coming)
- 1979 : The Suicide's Wife (TV) : le docteur
- 1980 : The Kids Who Knew Too Much (TV) : le présentateur de télévision
- 1980 : Huit, ça suffit ! (Eight Is Enough) (série télévisée) : présentateur de télévision (épisode A Matter of Mentors)
- 1982 : Trapper John, M.D (série télévisée) : reporter (épisode You Pays Your Money)
- 1982 : Simon et Simon : Wes
- 1985 : Droit de vengeance (TV) : présentateur de télévision
- 1986 : Triplecross (TV) : reporter
- 1987 : Dynastie 2 : Les Colby (série télévisée) : présentateur de télévision (épisode Power Plays)
- 1991 : Dear John (série télévisée) : Ramona
- 1985 - 1995 : Arabesque : reporter, présentateur et commentateur de télévision (épisodes Twice Dead, Who Killed J.B. Fletcher?, Murder to a Jazz Beat)

### Émissions
- 1967 : Medix (émission de télévision) : présentateur
- 1971 : Death Takes a Holiday (TV) : présentateur de télévision
- 1973 : The Great American Beauty Contest (TV) : présentateur de télévision